# Andrea Ghisi
Andrea Ghisi (en griego: Ανδρέα Γκίζι) fue un noble italiano, primer señor de Tinos y Míkonos.
Era el hijo del patricio veneciano Marco Ghisi de la rama de San Geremia. No existen muchas fuentes sobre él hasta 1207 cuando participó en la expedición organizada por Marco Sanudo para la conquista de las islas griegas que, a tres años después del asedio de Constantinopla, aún no habían sido ocupados por los vencedores.
Según Andrea Dandolo, Ghisi y a su hermano Geremia les pertenecían Tinos, Míkonos, Esciro, Skopelos y Scíathos, y después del reparto de estas posesiones Andrea obtuvo Tinos y Míkonos. Según el convenio celebrado entre la República de Venecia y Enrique de Flandes, sus posesiones estaban en territorio del emperador latino, y así Andrea se convirtió en un señor feudal.

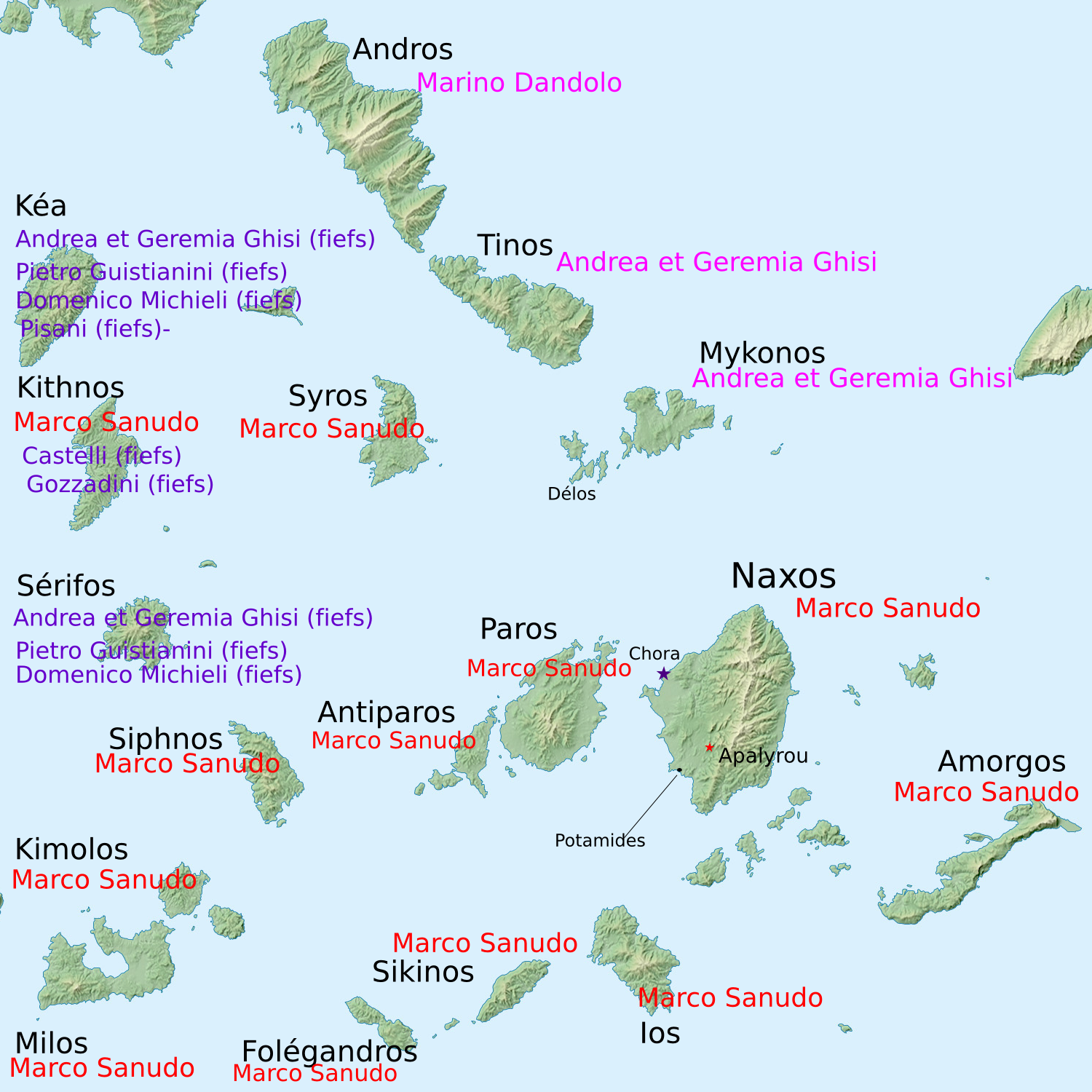
Repartición de las islas del Egeo entre los conquistadores.

En 1243 fue protagonista con su hermano de una larga disputa que se oponía al gobierno veneciano. Durante la empresa de 1207, la isla de Andros fue asignada a Marino Dandolo pero en una fecha desconocida (probablemente entre 1238 y 1239), Geremia se había apoderado de ella por la fuerza.
Dandolo apeló al gobierno pero murió poco después, esto, sin embargo, no impidió que la sentencia del Maggior Consiglio (Gran Concilio de Venecia) condenara el 11 de agosto de 1243 a los hermanos Ghisi con la confiscación de todos sus bienes y se encargó al dux Jacopo Tiepolo de ordenar la restitución de Andros al bailío de Negroponte antes del siguiente Pascua (3 de abril de 1244), y para las víctimas por la usurpación (la viuda de Dandolo y su segundo marido) todos los bienes robados. Así mismo, entre el 29 de junio de 1244 los dos tenían que presentarse al dux para someterse formalmente a las decisiones de la República.
Si no cumplían con estos compromisos, serían desterrados de Venecia y sus bienes serían incautados para compensar a los perjudicados.
Probablemente continuaron con la ocupación de Andros que era más beneficioso que adaptarse a las condiciones de la República y no escucharon las amenazas del gobierno. Visto que Geremia había muerto después de agosto de 1243, el procedimiento continuó sólo contra Andrea que, como se esperaba, fue desterrado de Venecia, mientras que sus bienes fueron confiscados. Posteriormente, sin embargo, las condiciones se habían modificado y Andrea cambio drásticamente de actitud.
En 1251 decidió someterse a las exigencias de la República. En consecuencia, 14 de marzo de 1252, el Maggior Consiglio lo invitó para que entregara Andros al dux Marino Morosini el 1 de noviembre siguiente, a cambio, se le devolverían todos sus bienes.
De esto se puede deducir que Andrea ya no estaba en posesión directa de la isla (por otra parte sería inmediatamente restituido), pero fue capaz de provocar al nuevo ocupante, tal vez un vasallo del Ducado de Naxos, para abandonarla.
Andrea fue capaz de cumplir con todas las condiciones y el 28 de marzo de 1253 se suprimió la prohibición. El caso sin embargo tuvo algunas consecuencias incluso después de su muerte ya que en 1280 algunos de sus bienes todavía no habían sido devueltos.
Las últimas noticias sobre Andrea es en 1266. Le sucedió en el señorío su hijo Bartolomé. Además de este último, Andrea tuvo otros seis hijos (Bartolomé y Marino sólo le sobrevivieron) y una hija, Anfelise, que se casó con Pietro Querini.